# Exotic Tour
La gira Exotic Tour / Summer Tour '94 de la banda inglesa Depeche Mode comenzó el 9 de febrero de 1994 en Johannesburgo (Sudáfrica) y terminó el 8 de julio de 1994 en Indianápolis (Estados Unidos).
Esta fue una extensión de la gira Devotional Tour, que presentara el álbum Songs of Faith and Devotion. Depeche Mode bautizó este tramo final como Exotic Tour cambiando la puesta en escena, realizando un nuevo Tour Book y visitando ciudades poco habituales para el grupo, Fue además la última participación de Alan Wilder en Depeche Mode.
En esta gira Depeche Mode visitó por primera vez Sudáfrica, Singapur, Filipinas, Brasil, Argentina, Chile y Costa Rica. Supuso el debut en América del Sur y en África. Tras la gira, Depeche Mode visitó los cinco continentes.

## Créditos
El grupo se presentó durante toda la gira tal como estaba constituido, como un cuarteto.
David Gahan - vocalista.
Martin Gore – segundo vocalista, guitarra, sintetizador y segunda voz.
Alan Wilder - sintetizador y batería; apoyo vocal y piano.
Andrew Fletcher - sintetizador en la primera manga
Daryl Bamonte - sintetizador en la segunda manga.
Además, continuaron teniendo soporte vocal de las coristas Samantha Smith e Hildia Campbell.

## Temas interpretados
Como en el Devotional Tour, se optó por piezas hasta de cinco álbumes atrás, manteniendo desde luego inclinación al álbum Songs of Faith and Devotion, aunque incorporando algunos temas que no habían aparecido en el Devotional Tour y variando el orden general en que eran tocados; además, se redujeron de 19 a 18 temas por concierto.

### Listado general de canciones
1. Rush
2. Halo
3. Behind the Wheel
4. Everything Counts
5. World in My Eyes
6. Walking in My Shoes
7. Stripped
8. Condemnation
9. Tema interpretado por Martin Gore
  - Judas
  - A Question of Lust
  - Waiting for the Night
10. Tema interpretado por Martin Gore
  - I Want You Now
  - Somebody
  - One Caress
11. In Your Room
12. Never Let Me Down Again
13. I Feel You
14. Personal Jesus
15. ; Encore #1
  - Fly on the Windscreen
  - Somebody
16. Enjoy the Silence
17. ; Encore #2
  - Policy of Truth
  - Clean
18. A Question of Time

### Estadísticas
- Temas del Songs of Faith and Devotion (7)
- Temas del Violator (7)
- Temas del Music for the Masses (3)
- Temas del Black Celebration (4)
- Temas del Some Great Reward (1)
- Temas del Construction Time Again (1)
- Temas del A Broken Frame (0)
- Temas del Speak & Spell (0)
- Temas no pertenecientes a algún álbum de estudio: (0)
- Canciones tocadas en la gira anterior Devotional Tour: 19
- Total de canciones Interpretadas: 23
- Regreso: "A Question of Time" ausente desde el World Violation Tour en 1990 (4 años).
- Canción más reciente, no perteneciente al álbum soporte de la gira: "World in My Eyes"
- Todos los sencillos interpretados de álbumes no pertenecientes al de soporte de la gira: "Violator" y "Black Celebration".

### Variaciones
A lo largo de la primera manga de la gira, el listado de temas presentó distintos cambios. En la segunda manga en Norteamérica hubo un repertorio fijo sin variaciones de 16 temas. Estas son las diferentes canciones que se tocaron. En la columna # de las fechas, se indica cuál fue el listado interpretado.
Véase arriba el Listado de temas
| Listado # | Tema #9               | Tema #10       | Tema #15              | Tema #17        |
| --------- | --------------------- | -------------- | --------------------- | --------------- |
| 1         | A Question of Lust    | I Want You Now | Somebody              | Policy of Truth |
| 2         | A Question of Lust    | One Caress     | Somebody              | Policy of Truth |
| 3         | Waiting for the Night | I Want You Now | Somebody              | Policy of Truth |
| 4         | A Question of Lust    | Somebody       | Fly on the Windscreen | Clean           |
| 5         | Judas                 | One Caress     | Somebody              | Clean           |
| 6         | Judas                 | I Want You Now | Somebody              | Policy of Truth |
| 7         | Waiting for the Night | One Caress     | Somebody              | Policy of Truth |
| 8         | Judas                 | I Want You Now | Fly on the Windscreen | Policy of Truth |
| 9         | Waiting for the Night | One Caress     | Somebody              | Clean           |
| 10        | One Caress            | I Want You Now | Somebody              | Policy of Truth |

Nota #1: El 8 de marzo en Melborne y el 12 de marzo en Sídney se omitió '"Condemnation"' por problemas con la voz de Dave Gahan, dejando el concierto en 17 temas 
Nota #2: La segunda manga de la gira tuvo un repertorio fijo de 16 temas. Los temas 9 y 10 cantados por Martin Gore se redujeron a uno solo, en concreto "I Want You Now", mientras que el tema 17 también dejó de interpretarse.
Nota #3: Dave Gahan comenzó la gira interpretando '"Condemnation"', pero debido a problemas con su voz, el tema tuvo que ser cantado por Martin Gore a partir del 16 de marzo en Hong Kong y hasta el final de la gira.

## Destinos de la gira

### Primera Manga: Sudáfrica, el Pacífico y América
| Fecha                 | País           | Ciudad          | Lugar                                   | #  |
| 9 de febrero de 1994  | Sudáfrica      | Johannesburgo   | Standard Bank Arena                     | 1  |
| 11 de febrero de 1994 | Sudáfrica      | Johannesburgo   | Standard Bank Arena                     | 2  |
| 12 de febrero de 1994 | Sudáfrica      | Johannesburgo   | Standard Bank Arena                     | 3  |
| 14 de febrero de 1994 | Sudáfrica      | Johannesburgo   | Standard Bank Arena                     | 4  |
| 15 de febrero de 1994 | Sudáfrica      | Johannesburgo   | Standard Bank Arena                     | 5  |
| 18 de febrero de 1994 | Sudáfrica      | Ciudad del Cabo | Good Hope Centre                        | 6  |
| 19 de febrero de 1994 | Sudáfrica      | Ciudad del Cabo | Good Hope Centre                        | 2  |
| 23 de febrero de 1994 | Sudáfrica      | Durban          | Expo Centre                             | 2  |
| 25 de febrero de 1994 | Sudáfrica      | Johannesburgo   | Standard Bank Arena                     | 7  |
| 26 de febrero de 1994 | Sudáfrica      | Johannesburgo   | Standard Bank Arena                     | 1  |
| 1 de marzo de 1994    | Singapur       | Singapur        | Indoor Stadium                          | 6  |
| 5 de marzo de 1994    | Australia      | Perth           | Perth Entertainment Centre              | 6  |
| 7 de marzo de 1994    | Australia      | Adelaida        | Adelaide Entertainment Centre           | 6  |
| 8 de marzo de 1994    | Australia      | Melbourne       | Tennis Centre                           | 10 |
| 10 de marzo de 1994   | Australia      | Brisbane        | Brisbane Festival Hall                  | 6  |
| 12 de marzo de 1994   | Australia      | Sídney          | Sydney Entertainment Centre             | 10 |
| 16 de marzo de 1994   | Hong Kong      | Hong Kong       | Open Air Stadium                        | 1  |
| 18 de marzo de 1994   | Filipinas      | Manila          | Folk Arts Theatre                       | 1  |
| 19 de marzo de 1994   | Filipinas      | Manila          | Folk Arts Theatre                       | 6  |
| 25 de marzo de 1994   | Estados Unidos | Honolulu        | Neal S. Blaisdell Center                | 6  |
| 26 de marzo de 1994   | Estados Unidos | Honolulu        | Neal S. Blaisdell Center                | 1  |
| 4 de abril de 1994    | Brasil         | San Pablo       | Olympia                                 | 8  |
| 5 de abril de 1994    | Brasil         | San Pablo       | Olympia                                 | 9  |
| 8 de abril de 1994    | Argentina      | Buenos Aires    | Estadio Vélez Sarsfield                 | 1  |
| 10 de abril de 1994   | Chile          | Santiago        | Velódromo del Estadio Nacional de Chile | 1  |
| 14 de abril de 1994   | Costa Rica     | San José        | Gimnasio Nacional de Costa Rica         | 1  |
| 16 de abril de 1994   | México         | Monterrey       | Parque Fundidora                        | 1  |

### Segunda Manga: Norteamérica
Del 12 de mayo al 8 de julio de ese mismo año, la gira tuvo una nueva ampliación por los Estados Unidos titulada simplemente US Summer '94 Tour, incluyendo un par de presentaciones en Canadá. El repertorio fue idéntico en todos los conciertos, que se redujo a 16 canciones.
| Fecha               | País           | Ciudad           | Lugar                              |
| 12 de mayo de 1994  | Estados Unidos | Sacramento       | Cal Expo                           |
| 14 de mayo de 1994  | Estados Unidos | Mountain View    | Shoreline Amphitheatre             |
| 15 de mayo de 1994  | Estados Unidos | Concord          | Concord Pavilion                   |
| 17 de mayo de 1994  | Estados Unidos | Las Vegas        | Theatre for the Performing Arts    |
| 18 de mayo de 1994  | Estados Unidos | Phoenix          | Cricket Wireless Pavilion          |
| 20 de mayo de 1994  | Estados Unidos | Laguna Hills     | Irvine Meadows Amphitheatre        |
| 21 de mayo de 1994  | Estados Unidos | San Bernardino   | Glen Helen Pavilion                |
| 24 de mayo de 1994  | Estados Unidos | Salt Lake City   | Park West Amphitheatre             |
| 28 de mayo de 1994  | Estados Unidos | Bonner Springs   | Standstone Amphitheatre            |
| 29 de mayo de 1994  | Estados Unidos | Maryland Heights | Riveport Amphitheatre              |
| 31 de mayo de 1994  | Estados Unidos | San Antonio      | Civic Center Arena                 |
| 1 de junio de 1994  | Estados Unidos | Houston          | Cynthia Woods Mitchell Pavilion    |
| 3 de junio de 1994  | Estados Unidos | Dallas           | Starplex Amphitheatre              |
| 5 de junio de 1994  | Estados Unidos | Biloxi           | Mississippi Coast Coliseum         |
| 8 de junio de 1994  | Estados Unidos | Charlotte        | The Palladium at Carowinds         |
| 9 de junio de 1994  | Estados Unidos | Atlanta          | Lakewood Amphitheatre              |
| 11 de junio de 1994 | Estados Unidos | Chicago          | World Music Theater                |
| 12 de junio de 1994 | Estados Unidos | Cleveland        | Blossom Music Center               |
| 14 de junio de 1994 | Estados Unidos | Columbia         | Merriweather Post Pavilion         |
| 16 de junio de 1994 | Estados Unidos | Wantagh          | Jones Beach Amphitheatre           |
| 17 de junio de 1994 | Estados Unidos | Wantagh          | Jones Beach Amphitheatre           |
| 20 de junio de 1994 | Canadá         | Toronto          | Kingswood                          |
| 21 de junio de 1994 | Canadá         | Montreal         | Forum de Montreal                  |
| 23 de junio de 1994 | Estados Unidos | Mansfield        | Great Woods Performing Arts Center |
| 24 de junio de 1994 | Estados Unidos | Holmdel          | Garden State Arts Center           |
| 28 de junio de 1994 | Estados Unidos | Filadelfia       | The Spectrum                       |
| 29 de junio de 1994 | Estados Unidos | Pittsburgh       | Star Lake Amphitheatre             |
| 1 de julio de 1994  | Estados Unidos | Columbus         | Polaris Amphitheater               |
| 3 de julio de 1994  | Estados Unidos | Detroit          | Pine Knob Music Theatre            |
| 4 de julio de 1994  | Estados Unidos | Detroit          | Pine Knob Music Theatre            |
| 6 de julio de 1994  | Estados Unidos | Cincinnati       | Riverbend Music Center             |
| 7 de julio de 1994  | Estados Unidos | Milwaukee        | Marcus Amphitheater                |
| 8 de julio de 1994  | Estados Unidos | Indianápolis     | Deer Creek Music Center            |

### Conciertos cancelados
El concierto del 22 de febrero en Durban se suspendió por una intervención quirúgica a la que se sometió el día anterior Alan Wilder para corregir unos cálculos renales. Los conciertos del 22 de marzo en Bangkok y del 12 de abril en Bogotá se cancelaron por razones desconocidas. El 26 de mayo se canceló el concierto de Denver por problemas en la voz de Dave Gahan. Finalmente se suspendió el concierto en Saratoga Springs del 26 de junio.
| Fecha                 | País           | Ciudad           |
| 22 de febrero de 1994 | Sudáfrica      | Durban           |
| 22 de marzo de 1994   | Tailandia      | Bangkok          |
| 12 de abril de 1994   | Colombia       | Bogotá           |
| 26 de mayo de 1994    | Estados Unidos | Denver           |
| 26 de junio de 1994   | Estados Unidos | Saratoga Springs |